# Asclepíades (seguidor de Teodor)
Asclepíades   (Palestina, segle VI - valor desconegut) (en grec: Ασκληπιάδης) va ser un oficial de l'Imperi Romà d'Orient del segle vi, actiu durant el regnat de l'emperador Justinià I. Nadiu de la Palestina i provinent d'una rica família, va ser un important seguidor de Teodor a Àfrica. Quan informat per Màxim de la seva conspiració, va informar la qüestió per a Teodor i llavors a Germà.